# Todd MacCulloch
Todd Carlyle MacCulloch (ur. 27 stycznia 1976 w Winnipeg) – kanadyjski koszykarz, występujący na pozycji środkowego, olimpijczyk, zawodowy gracz pinballu.
Został drugim zawodnikiem w historii NCAA (za Jerrym Lucasem – 1960–1962), który przewodził lidze przez 3 lata z rzędu w skuteczności rzutów z gry.

## Osiągnięcia
NCAA
- 2-krotny uczestnik turnieju NCAA (1998, 1999)[1]
- Zaliczony do składów[2]:
  - All-Pac-12 First Team (1998, 1999)
  - Pac-12 All-Freshman Team (1996)
  - Academic All-Pac-10 (3x)[1]
- 3-krotny lider NCAA w skuteczności rzutów z gry (1997–1999)[1][3]
- 2-krotny laureat Tyee Sports Council Award[1]

NBA
- Finalista NBA (2001)[4]
- Uczestnik Rookie Challenge (2000)[2]
- Lider play-off w skuteczności rzutów z gry (2001)[5]

Reprezentacja
- Wicemistrz Ameryki (1999)
- Brązowy medalista:
  - mistrzostw Ameryki (2001)
  - uniwersjady (1995)
- Uczestnik:
  - mistrzostw świata (1998 – 12. miejsce)[2]
  - igrzysk olimpijskich (2000  – 7. miejsce)[2]